# پارک ملی ایگستوورث
پارک ملی ایگستوورث (به اسپانیایی: Parque nacional de Aiguas Tortas y Lago de San Mauricio) یک منطقهٔ مسکونی در اسپانیا است که در کاتالونیا واقع شده‌است.